# Nosodendron zealandicum
Nosodendron zealandicum är en skalbaggsart som beskrevs av Sharp 1886. Nosodendron zealandicum ingår i släktet Nosodendron och familjen almsavbaggar. Inga underarter finns listade i Catalogue of Life.

## Bildgalleri

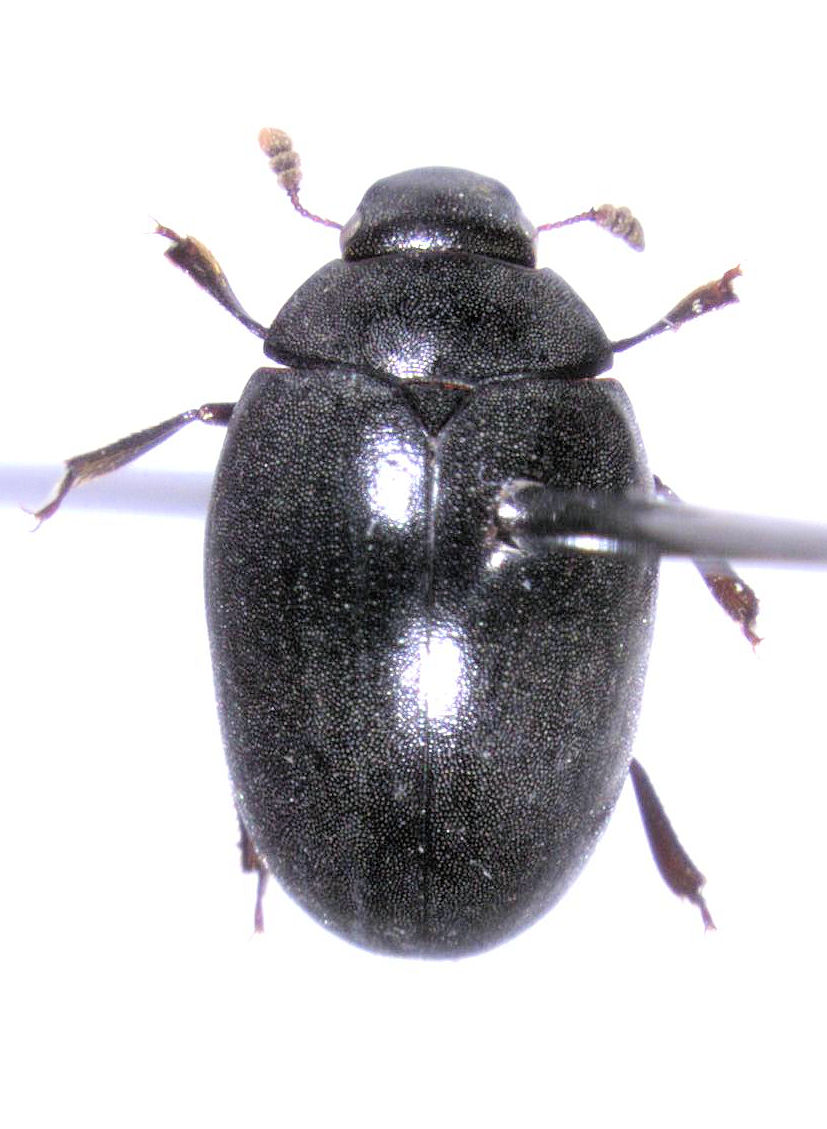